# Veliče Šumulikoski
Veliče Šumulikoski (in macedone Величе Шумуликоски?; Struga, 24 aprile 1981) è un ex calciatore macedone, di ruolo centrocampista.